# Amos Gitaj
Amos Gitaj, hebr. עמוס גיתאי (ur. 11 października 1950 w Hajfie) – izraelski reżyser, scenarzysta i producent filmowy.

## Życiorys
Syn wybitnego architekta Munio Weinrauba, związanego ze szkołą Bauhausu, oraz nauczycielki Efratii Margalit. Studiował architekturę na Politechnice Technion w Hajfie i na Uniwersytecie Kalifornijskim w Berkeley. Brał udział w wojnie Jom Kipur w 1973.
Często pracuje we Francji, a w jego filmach chętnie występują gwiazdy światowego formatu, m.in. Jeanne Moreau, Juliette Binoche, Natalie Portman, Rosamund Pike czy Hanna Schygulla.
Zasiadał w jury konkursu głównego na 62. MFF w Wenecji (2005).

## Filmografia

### Reżyser
- 1986: Esther
- 1989: Berlin-Jerozolima (Berlin-Yerushalaim)
- 1996: Milim
- 1998: Dzień po dniu (Yom Yom)
- 1999: Kadosz (Kadosh)
- 2000: Kippur
- 2001: Eden
- 2002: 11.09.01 – segment „Izrael”
- 2002: Droga ku wolności (Kedma)
- 2003: Opowieści z sąsiedztwa (Alila)
- 2004: Hotel „Ziemia Obiecana” (Promised Land)
- 2005: Free Zone
- 2007: Kocham kino (Chacun son cinéma) – segment „Dybuk z Hajfy”
- 2007: W zawieszeniu (Désengagement)
- 2008: Pewnego dnia zrozumiesz (Plus tard)
- 2009: Carmel
- 2010: Róże na kredyt (Roses à crédit)
- 2012: Kołysanka dla mojego ojca (Lullaby to My Father) – dokumentalny
- 2013: Ana Arabia
- 2013: Venice 70: Future Reloaded – segment
- 2014: Tsili
- 2015: Rabin – ostatni dzień (Rabin: The Last Day)
- 2017: Zachodni brzeg Jordanu (West of the Jordan River) – dokumentalny
- 2018: Tramwaj w Jerozolimie (A Tramway in Jerusalem)
- 2020: Lajla w Hajfie (Laila in Haifa)[1][2]